# Hegelismo

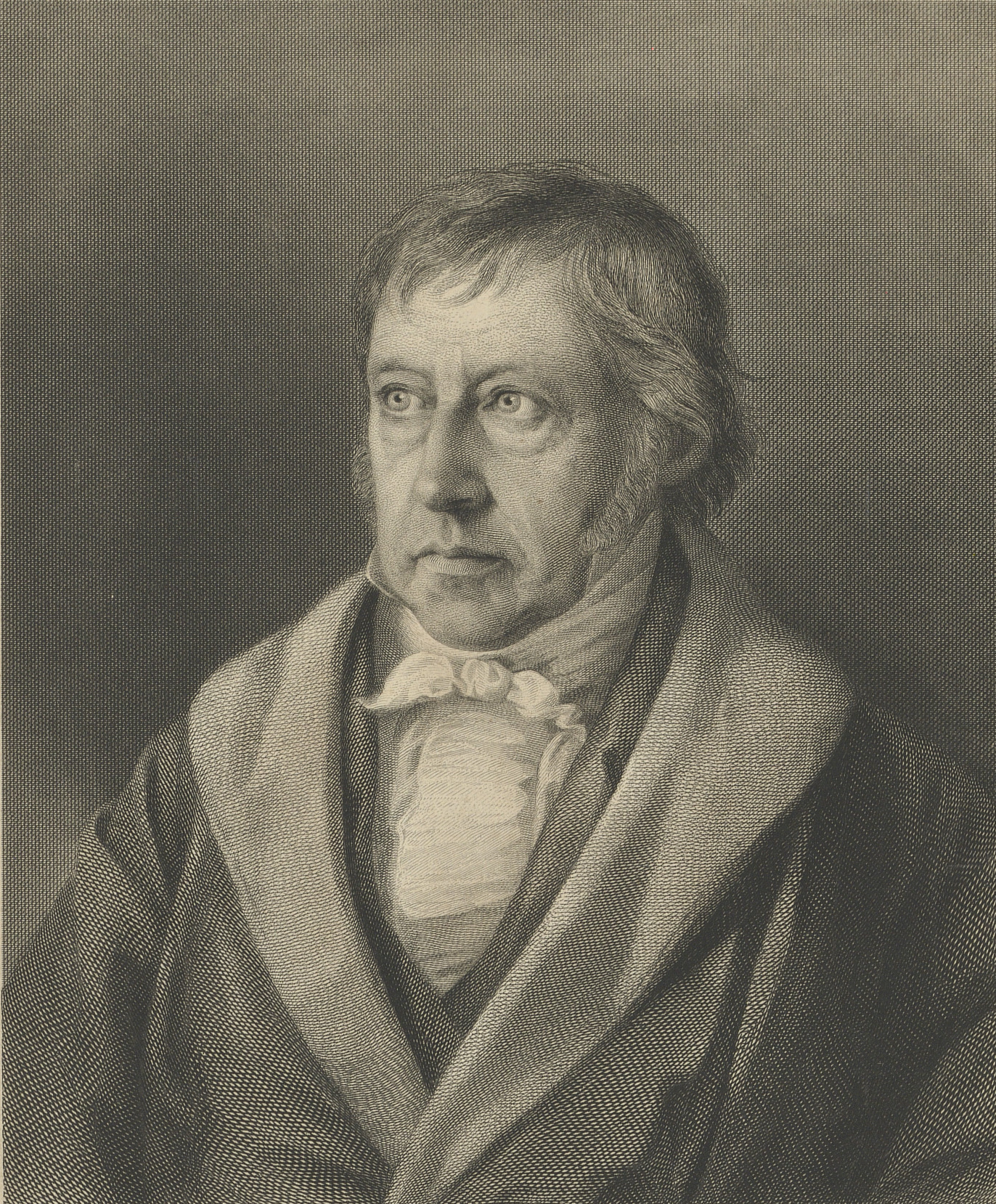
G.W.F. Hegel

Corrente derivante dal pensiero di Georg Wilhelm Friedrich Hegel dopo la morte di questi avvenuta nel 1831, l'hegelismo o hegelianesimo è una rielaborazione critica della sua filosofia, espressa con varie posizioni da numerosi pensatori a lui vicini o successivi.
Molti filosofi infatti basarono le loro riflessioni sulla scuola hegeliana, che influenzò in maniera decisiva soprattutto il pensiero tedesco ed europeo del secolo seguente, suddividendosi ben presto in due principali correnti, la destra e la sinistra hegeliana. A quest'ultima appartennero Karl Marx, Ludwig Feuerbach, Bruno Bauer, Friedrich Engels, Max Stirner ed altri, che in maggioranza si espressero spesso con forti critiche o palesi rivisitazioni del pensiero di Hegel originale.

## Le varie correnti
La destra hegeliana, riprendendo l'espressione hegeliana «tutto ciò che è reale è razionale», aderisce a una visione giustificativa dell'esistente: la realtà costituita in questo determinato modo, è opera della Ragione che si è incarnata in quel preciso modo. Qualsiasi forma di realtà, sia ad esempio innovazioni rivoluzionarie che forme di conservazione, sussistono in quanto manifestazioni dello Spirito in quella data forma.
La sinistra hegeliana rifiuta la giustificazione in termini di spirito assoluto: l'espressione «tutto ciò che è reale è razionale» è vera solo nella misura in cui la razionalità coincide con l'universalità; è reale solo ciò che è universale. Lo Stato Prussiano ad esempio - che la destra hegeliana giustifica - secondo la sinistra non è razionale in quanto in esso si danno delle disuguaglianze, non rappresentando degli interessi universali.
Fecero parte della destra hegeliana K. Conradi (1784-1849), Georg Andreas Gabler (1786-1853), Johann Eduard Erdmann (1805-1892) mentre la sinistra annoverò tra i suoi sostenitori lo stesso David Strauss, Bruno Bauer - che inizialmente era sulle posizioni della destra - e suo fratello Edgar (1820-1866), Max Stirner, Arnold Ruge, Moses Hess (1812-1875).

### La polemica religiosa
Il crinale che suddivide le due posizioni riguarda soprattutto i rapporti tra filosofia e Cristianesimo. Gli esponenti della destra, chiamati anche "vecchi hegeliani" ritenevano che nel pensiero di Hegel fossero stati definiti, una volta per tutte, i concetti essenziali del Cristianesimo quali l'immortalità dell'anima, Dio come persona e la Trinità e che Hegel avesse inquadrato e convalidato filosoficamente la religione cristiana. 
Gli esponenti della sinistra, i "giovani hegeliani", sostenevano che nella dottrina del maestro non vi fosse traccia di una fondazione filosofica di un'anima immortale, identificata come sostanza spirituale, e che l'Idea o lo Spirito assoluto hegeliano non avessero niente a che fare, essendo sovrapersonali, con la concezione della personalità di Dio. Quanto al dogma della Trinità, Hegel stesso in effetti vi aveva visto solo una forma simbolica anticipatrice di quell'andamento triadico che caratterizzava la sua dialettica. La sinistra infine sottolineava come nella filosofia hegeliana la religione occupasse un ruolo subordinato rispetto al valore supremo della filosofia.
I giovani hegeliani in effetti attribuivano ad Hegel una polemica nei confronti del cristianesimo riguardo al quale invece il maestro si era mantenuto su posizioni molto prudenti; la sinistra nella sua critica si rifaceva in realtà a concezioni illuministe settecentesche pur utilizzando strumenti dottrinari derivati da Hegel.

### La polemica politica
Con l'irrigidimento dello Stato Prussiano su posizioni sempre più conservatrici, nel 1840 la polemica tra destra e sinistra investì anche la politica. 
La destra, ritenendo che lo stato prussiano fosse l'ultima e più perfetta espressione dello Spirito assoluto, approvava la politica della monarchia prussiana mentre la sinistra, rifacendosi allo stesso principio hegeliano del superamento dialettico di ogni posizione raggiunta nella storia, auspicava la nascita di un nuovo e più moderno stato e si opponeva in forme critiche sempre più accentuate alla politica reazionaria del governo. 
Espressione della posizione radicale della sinistra fu l'opera di B. Bauer dal titolo significativo La tromba del giudizio universale contro Hegel ateo e anticristo. Un ultimatum (1841) dove attaccava la filosofia hegeliana come restauratrice dell'alleanza tra il trono e l'altare.
In effetti si stava già verificando nell'ambito degli stessi esponenti della sinistra, per primo Feuerbach con lo scritto Per la critica della filosofia hegeliana (1839) e in seguito gli stessi Marx ed Engels, una riformulazione sempre più originale e rivoluzionaria della dottrina hegeliana. 
Tra la destra e la sinistra hegeliana, che dopo il 1848, si era venuta formando anche una scuola di pensiero di centro che durò più a lungo delle due correnti contrapposte. Gli esponenti più importanti di questa corrente, Johann Karl Friedrich Rosenkranz e Karl Philipp Fischer, sostenevano la necessità di conservare il patrimonio dottrinale di Hegel e ne proponevano la riforma solo in alcuni punti particolari.

## Neohegelismo
Si definisce neohegelismo (o neoidealismo), tendenzialmente su posizioni che ricalcano quelle della destra hegeliana, la ripresa delle posizioni tipiche dell'idealismo romantico verificatasi in particolare in Inghilterra, Italia, Germania e America a cavallo fra XIX e XX secolo.
Il tema di fondo del neohegelismo consiste nell'identità di finito e infinito, ovvero nell'aspirazione a ricondurre tutta l'esperienza umana all'Assoluto concepito come ideale; alcuni esponenti, per lo più anglosassoni (James Hutchison Stirling, Francis Herbert Bradley) tendono però a negare del tutto la realtà del finito, riconducendosi per questa via all'immaterialismo di Berkeley; gli esponenti continentali e in particolare italiani, come Giovanni Gentile e Benedetto Croce, accentuano invece la presenza reale e razionale dell'Assoluto nella realtà finita.